# 7-ма паралель північної широти
7-ма паралель північної широти — лінія широти, що лежить на 7 градусів північніше земної екваторіальної площини. Вона проходить через Африку, Індійський океан, Південну Азію, Південно-Східну Азію, Тихий океан, Південну Америку та Атлантичний океан.

## Список географічних об'єктів, що перетинає 7° пн. ш.
Починаючи з Гринвіцького меридіану та рухаючись на схід, 7-ма паралель північної широти проходить через:
| Координати                                                 | Країна, територія або море       | Примітки |
| ---------------------------------------------------------- | -------------------------------- | --- |
| 7°0′ пн. ш. 0°0′ сх. д. / 7.000° пн. ш. 0.000° сх. д.      | Гана                             | Проходить через озеро Вольта |
| 7°0′ пн. ш. 0°33′ сх. д. / 7.000° пн. ш. 0.550° сх. д.     | Того                             | |
| 7°0′ пн. ш. 1°38′ сх. д. / 7.000° пн. ш. 1.633° сх. д.     | Бенін                            | |
| 7°0′ пн. ш. 2°44′ сх. д. / 7.000° пн. ш. 2.733° сх. д.     | Нігерія                          | |
| 7°0′ пн. ш. 10°7′ сх. д. / 7.000° пн. ш. 10.117° сх. д.    | Камерун                          | Приблизно на 6 км |
| 7°0′ пн. ш. 10°10′ сх. д. / 7.000° пн. ш. 10.167° сх. д.   | Нігерія                          | |
| 7°0′ пн. ш. 10°33′ сх. д. / 7.000° пн. ш. 10.550° сх. д.   | Камерун                          | Приблизно на 17 км |
| 7°0′ пн. ш. 10°42′ сх. д. / 7.000° пн. ш. 10.700° сх. д.   | Нігерія                          | |
| 7°0′ пн. ш. 11°40′ сх. д. / 7.000° пн. ш. 11.667° сх. д.   | Камерун                          | |
| 7°0′ пн. ш. 15°9′ сх. д. / 7.000° пн. ш. 15.150° сх. д.    | Центральноафриканська Республіка | |
| 7°0′ пн. ш. 26°3′ сх. д. / 7.000° пн. ш. 26.050° сх. д.    | Південний Судан                  | |
| 7°0′ пн. ш. 34°16′ сх. д. / 7.000° пн. ш. 34.267° сх. д.   | Ефіопія                          | |
| 7°0′ пн. ш. 47°1′ сх. д. / 7.000° пн. ш. 47.017° сх. д.    | Сомалі                           | |
| 7°0′ пн. ш. 49°22′ сх. д. / 7.000° пн. ш. 49.367° сх. д.   | Індійський океан                 | |
| 7°0′ пн. ш. 72°52′ сх. д. / 7.000° пн. ш. 72.867° сх. д.   | Мальдіви                         | Проходить через атол Північний Тхіладхунматхі[en]                                                                                     |
| 7°0′ пн. ш. 72°58′ сх. д. / 7.000° пн. ш. 72.967° сх. д.   | Індійський океан                 | Лаккадівське море — проходить північніше острова Келаа[en], Мальдіви                                                                  |
| 7°0′ пн. ш. 79°52′ сх. д. / 7.000° пн. ш. 79.867° сх. д.   | Шрі-Ланка                        | Проходить через острів Шрі-Ланка, північніше Коломбо                                                                                  |
| 7°0′ пн. ш. 81°52′ сх. д. / 7.000° пн. ш. 81.867° сх. д.   | Індійський океан                 | Бенгальська затока |
| 7°0′ пн. ш. 93°42′ сх. д. / 7.000° пн. ш. 93.700° сх. д.   | Індія                            | Проходить через острів Великий Нікобар, Андаманські і Нікобарські острови                                                             |
| 7°0′ пн. ш. 93°57′ сх. д. / 7.000° пн. ш. 93.950° сх. д.   | Індійський океан                 | Андаманське море |
| 7°0′ пн. ш. 99°40′ сх. д. / 7.000° пн. ш. 99.667° сх. д.   | Таїланд                          | Проходить південніше міста Хат Яй |
| 7°0′ пн. ш. 100°45′ сх. д. / 7.000° пн. ш. 100.750° сх. д. | Сіамська затока                  | |
| 7°0′ пн. ш. 103°2′ сх. д. / 7.000° пн. ш. 103.033° сх. д.  | Південнокитайське море           | |
| 7°0′ пн. ш. 116°43′ сх. д. / 7.000° пн. ш. 116.717° сх. д. | Малайзія                         | Проходить через острів Калімантан Сабах — приблизно на 6 км                                                                           |
| 7°0′ пн. ш. 116°47′ сх. д. / 7.000° пн. ш. 116.783° сх. д. | Південнокитайське море           | Затока Маруду |
| 7°0′ пн. ш. 117°7′ сх. д. / 7.000° пн. ш. 117.117° сх. д.  | Малайзія                         | Проходить через острів Калімантан Сабах — приблизно на 3 км                                                                           |
| 7°0′ пн. ш. 117°9′ сх. д. / 7.000° пн. ш. 117.150° сх. д.  | Море Сулу                        | Проходить південніше острова Малавалі[en], Малайзія                                                                                   |
| 7°0′ пн. ш. 118°25′ сх. д. / 7.000° пн. ш. 118.417° сх. д. | Філіппіни                        | Проходить через острів Мапун[en] |
| 7°0′ пн. ш. 118°31′ сх. д. / 7.000° пн. ш. 118.517° сх. д. | Море Сулу                        | |
| 7°0′ пн. ш. 121°55′ сх. д. / 7.000° пн. ш. 121.917° сх. д. | Філіппіни                        | Проходить через острів Мінданао (півострів Замбоанга)                                                                                 |
| 7°0′ пн. ш. 122°11′ сх. д. / 7.000° пн. ш. 122.183° сх. д. | Море Сулавесі                    | Затока Моро[en] — проходить північніше острова Сакол[en], Філіппіни                                                                   |
| 7°0′ пн. ш. 123°59′ сх. д. / 7.000° пн. ш. 123.983° сх. д. | Філіппіни                        | Проходить через острів Мінданао |
| 7°0′ пн. ш. 125°30′ сх. д. / 7.000° пн. ш. 125.500° сх. д. | Затока Давао[en]                 | |
| 7°0′ пн. ш. 125°43′ сх. д. / 7.000° пн. ш. 125.717° сх. д. | Філіппіни                        | Проходить через острів Самал[de] |
| 7°0′ пн. ш. 125°47′ сх. д. / 7.000° пн. ш. 125.783° сх. д. | Затока Давао[en]                 | |
| 7°0′ пн. ш. 125°59′ сх. д. / 7.000° пн. ш. 125.983° сх. д. | Філіппіни                        | Проходить через острів Мінданао |
| 7°0′ пн. ш. 126°27′ сх. д. / 7.000° пн. ш. 126.450° сх. д. | Тихий океан                      | Філіппінське море |
| 7°0′ пн. ш. 134°14′ сх. д. / 7.000° пн. ш. 134.233° сх. д. | Палау                            | Проходить через острів Пелеліу |
| 7°0′ пн. ш. 134°16′ сх. д. / 7.000° пн. ш. 134.267° сх. д. | Тихий океан                      | Проходить південніше атола Чуук, Федеративні Штати Мікронезії                                                                         |
| 7°0′ пн. ш. 158°14′ сх. д. / 7.000° пн. ш. 158.233° сх. д. | Федеративні Штати Мікронезії     | Проходить через острів Паремпеї (північніше острова Понпеї[en])                                                                       |
| 7°0′ пн. ш. 158°15′ сх. д. / 7.000° пн. ш. 158.250° сх. д. | Тихий океан                      | Проходить південніше атола Аілінглапалап[en], Маршаллові Острови Проходить південніше атола Маджуро[de], Федеративні Штати Мікронезії |
| 7°0′ пн. ш. 171°35′ сх. д. / 7.000° пн. ш. 171.583° сх. д. | Маршаллові Острови               | Проходить через атол Арно[en] |
| 7°0′ пн. ш. 171°45′ сх. д. / 7.000° пн. ш. 171.750° сх. д. | Тихий океан                      | Проходить південніше острова Хікарон[es] і півострова Асуеро, Панама                                                                  |
| 7°0′ пн. ш. 77°40′ зх. д. / 7.000° пн. ш. 77.667° зх. д.   | Колумбія                         | |
| 7°0′ пн. ш. 71°1′ зх. д. / 7.000° пн. ш. 71.017° зх. д.    | Венесуела                        | Приблизно на 18 км |
| 7°0′ пн. ш. 70°57′ зх. д. / 7.000° пн. ш. 70.950° зх. д.   | Колумбія                         | |
| 7°0′ пн. ш. 70°26′ зх. д. / 7.000° пн. ш. 70.433° зх. д.   | Венесуела                        | |
| 7°0′ пн. ш. 60°21′ зх. д. / 7.000° пн. ш. 60.350° зх. д.   | Спірна зона                      | Контролюється Гаяною, претендує Венесуела                                                                                             |
| 7°0′ пн. ш. 58°27′ зх. д. / 7.000° пн. ш. 58.450° зх. д.   | Гаяна                            | Проходить через острів Вакенаам[en]                                                                                                   |
| 7°0′ пн. ш. 58°23′ зх. д. / 7.000° пн. ш. 58.383° зх. д.   | Атлантичний океан                | |
| 7°0′ пн. ш. 11°37′ зх. д. / 7.000° пн. ш. 11.617° зх. д.   | Сьєрра-Леоне                     | |
| 7°0′ пн. ш. 11°27′ зх. д. / 7.000° пн. ш. 11.450° зх. д.   | Ліберія                          | |
| 7°0′ пн. ш. 8°17′ зх. д. / 7.000° пн. ш. 8.283° зх. д.     | Кот-д'Івуар                      | |
| 7°0′ пн. ш. 3°7′ зх. д. / 7.000° пн. ш. 3.117° зх. д.      | Гана                             | |